# Novo Lanište
Novo Lanište (cyr. Ново Ланиште) – wieś w Serbii, w okręgu pomorawskim, w mieście Jagodina. W 2011 roku liczyła 618 mieszkańców.